# Drosophila lutescens
Drosophila lutescens är en tvåvingeart som beskrevs av Toyohi Okada 1975. Drosophila lutescens ingår i släktet Drosophila och familjen daggflugor.
Artens utbredningsområde är Japan och Koreahalvön.